# Lapiteo
Lapiteo (en griego antiguo: Λαπίθαιον) era una ciudad de la antigua Laconia. Pausanias escribe que se encontraba en el Taigeto, a 15 estadios del santuario de Perséfone de Helo, y no lejos de Dereo. Escribe que recibió su nombre de Lapito, un nativo del distrito.
Su ubicación se sitúa provisionalmente cerca de la moderna Anogea.